# 허익범
허익범(許益範, 1959년 ~)은 대한민국의 법조인이다.

## 생애
1959년 대한민국 충청남도 부여군에서 출생하였고, 고려대학교를 법학과 석사(상법 전공)와 법학과 박사(국제법 전공)로 졸업했다. 제22회 사법시험에 합격 후, 사법연수원 13기를 수료하고 1986년 대구지방검찰청에서 검사 생활을 시작했다. 부산지방검찰청 부장검사, 인천지방검찰청 공안부장검사, 서울지방검찰청 남부지청 형사부장검사, 대구지방검찰청 형사부장검사 등을 역임하고, 서울고등검찰청 근무를 끝으로 퇴직하여 2007년부터 변호사 생활을 시작하였다. 2009년 서울지방변호사회 제1부회장, 건국대 법학전문대학원 겸임 교수 등을 지냈다.
법무법인 산경에 재직 중에, 국회가 통과한 더불어민주당원 댓글 조작 사건의 조사를 위한 특검법에 의거해, 2018년 6월 7일 야당이 변호사협회에서 추천받은 후보들 중에서 문재인 대통령으로부터 해당 사건을 조사하는 특별검사에 임명되었다.